# Władysław Bereza
Władysław Feliks Bereza h. Prawdzic (ur. 30 maja 1893 w Łomży, zm. wiosną 1940 w Charkowie) – podpułkownik kawalerii Wojska Polskiego, ofiara zbrodni katyńskiej.

## Życiorys

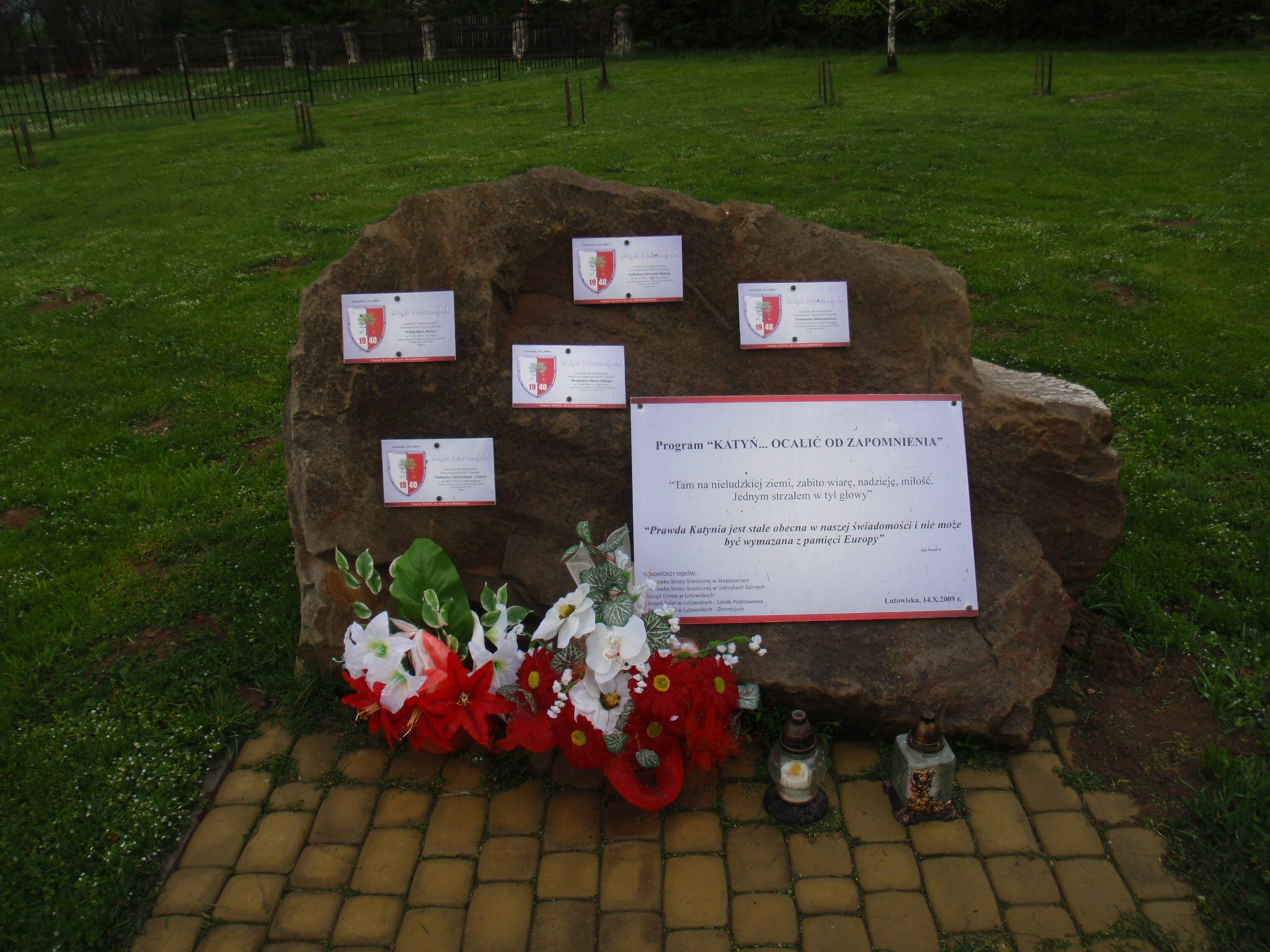
Kamień pamiątkowy obok Dębów Pamięci w Lutowiskach

Bronisław Bartyński urodził się 30 maja 1893 w Łomży jako syn Aleksandra i Felicji z domu Łuba. Legitymował się herbem szlacheckim Prawdzic. Podczas I wojny światowej był żołnierzem I Korpusu Polskiego w Rosji.
Po odzyskaniu przez Polskę niepodległości został przyjęty do Wojska Polskiego. Brał udział w działaniach wojny polsko-ukraińskiej oraz  wojny polsko-bolszewickiej szeregach 5 pułku ułanów. Został awansowany na stopień porucznika kawalerii ze starszeństwem z dniem 1 czerwca 1919, a następnie na stopień rotmistrza ze starszeństwem z dniem 1 lipca 1923. W 1923, 1924 był nadal oficerem 5 pułku ułanów, stacjonującego w Ostrołęce. W 1928 służył w 4 pułku ułanów w Wilnie. Jako oficer tej jednostki w 1930 został przydzielony do Korpusu Ochrony Pogranicza. Został awansowany na stopień majora kawalerii ze starszeństwem z dniem 1 stycznia 1931 (w 1932 w stopniu majora był najwyższym stopniem oficerem kawalerii w formacjach KOP). Służył w pułku KOP „Głębokie. W czerwcu 1933 został przeniesiony z KOP do 23 pułku Ułanów Grodzieńskich w Postawach na stanowisko kwatermistrza. Później służył w 26 pułku Ułanów Wielkopolskich. W 1937 był w szwadronie kawalerii KOP „Podświle” . W 1937 został zastępcą dowódcy 2 pułku strzelców konnych w Hrubieszowie. Na stopień podpułkownika został mianowany ze starszeństwem z dniem 19 marca 1939 i 7. lokatą w korpusie oficerów kawalerii. Latem tego roku zastąpił ppłk. Zygmunta Marszewskiego na stanowisku inspektora Południowej Grupy Szwadronów KOP.
Po wybuchu II wojny światowej, kampanii wrześniowej i agresji ZSRR na Polskę z 17 września 1939 w nieznanych okolicznościach dostał się do niewoli sowieckiej. Przebywał w obozie w Starobielsku. Wiosną 1940 został zamordowany przez funkcjonariuszy NKWD w Charkowie i pogrzebany potajemnie w bezimiennej mogile zbiorowej w Piatichatkach, gdzie od 17 czerwca 2000 mieści się oficjalnie Cmentarz Ofiar Totalitaryzmu w Charkowie.

## Ordery i odznaczenia
- Krzyż Walecznych (dwukrotnie)
- Złoty Krzyż Zasługi (19 marca 1937)[15]
- Medal Niepodległości (3 czerwca 1933)[16]
- Srebrny Krzyż Zasługi (10 listopada 1928)[17]
- Medal Zwycięstwa (Médaille Interalliée)

## Upamiętnienie
- 5 października 2007 minister obrony narodowej Aleksander Szczygło mianował go pośmiertnie na stopień pułkownika[18][19][20]. Awans został ogłoszony 9 listopada 2007 w Warszawie, w trakcie uroczystości „Katyń Pamiętamy – Uczcijmy Pamięć Bohaterów”[21][22][23].
- W ramach akcji „Katyń... pamiętamy” / „Katyń... Ocalić od zapomnienia”, w 2009 w Lutowiskach został zasadzony Dąb Pamięci honorujący Władysława Berezę[24].